# Ngọc Châu (phường)
Ngọc Châu là một phường thuộc thành phố Hải Dương, tỉnh Hải Dương, Việt Nam.

## Địa lý
Phường Ngọc Châu nằm ở phía đông thành phố Hải Dương, có vị trí địa lý:
- Phía đông giáp phường Nam Đồng với ranh giới là sông Thái Bình
- Phía tây giáp phường Trần Phú và phường Trần Hưng Đạo
- Phía nam giáp phường Hải Tân
- Phía bắc giáp phường Nhị Châu.

Phường có diện tích 1,93 km², dân số năm 2018 là 23.146 người, mật độ dân số đạt 11.993 người/km².

## Lịch sử
Sau năm 1945, Ngọc Châu là một xã thuộc huyện Nam Sách. Ngày 14 tháng 8 năm 1969, xã được sáp nhập vào thị xã Hải Dương (nay là thành phố Hải Dương).
Ngày 28 tháng 10 năm 1996, Chính phủ ban hành Nghị định số 64-CP. Theo đó, thành lập phường Ngọc Châu trên cơ sở toàn bộ 654 ha diện tích tự nhiên và 13.379 người của xã Ngọc Châu.
Ngày 23 tháng 9 năm 2009, Chính phủ ban hành Nghị quyết số 47/NQ-CP. Theo đó, thành lập phường Nhị Châu trên cơ sở điều chỉnh 318,25 ha diện tích tự nhiên và 6.824 người của phường Ngọc Châu.
Sau khi điều chỉnh địa giới hành chính, phường Ngọc Châu còn lại 316,21 ha diện tích tự nhiên và 12.652 người.
Ngày 16 tháng 10 năm 2019, Ủy ban Thường vụ Quốc hội ban hành Nghị quyết số 788/NQ-UBTVQH14 về việc sắp xếp các đơn vị hành chính cấp huyện, cấp xã thuộc tỉnh Hải Dương (nghị quyết có hiệu lực từ ngày 1 tháng 12 năm 2019). Theo đó:
- Điều chỉnh 116,82 ha diện tích tự nhiên của phường Ngọc Châu về phường Hải Tân
- Điều chỉnh 4,99 ha diện tích tự nhiên của phường Ngọc Châu về phường Trần Phú
- Điều chỉnh 9,10 ha diện tích tự nhiên và 40 người của phường Ngọc Châu về phường Trần Hưng Đạo.

Sau khi điều chỉnh địa giới hành chính, phường Ngọc Châu còn lại 193,08 ha diện tích tự nhiên và 23.146 người.

## Di tích
- Đình Ngọc Uyên[7]